# Massimo Tamburini
Massimo Tamburini (Rimini, 28 novembre 1943 – Città di San Marino, 6 aprile 2014) è stato un tecnico e designer motociclistico, che ha lavorato per diverse aziende italiane, ricevendo numerosi apprezzamenti per i suoi lavori tanto da essere soprannominato "the Michelangelo of motorcycling".

## Biografia
Nato il 28 novembre 1943 a Rimini, ha vissuto per i primi 11 anni all'interno di una numerosa famiglia di contadini. Nel 1954 a seguito della decisione del padre di lasciare la professione di contadino per intraprendere una nuova attività nel settore dei trasporti, si trasferì con la propria famiglia in zona Grotta Rossa in Rimini. Il padre vedendo la grande passione di Massimo per le moto ed essendo anch'egli grande appassionato della meccanica, iscrisse Massimo all'Istituto Tecnico Industriale di Rimini. Gli studi purtroppo non vennero portati a termine causa problemi di salute, risolti poi in modo positivo negli anni a seguire. Massimo Tamburini consapevole dell'importanza della formazione scolastica, si iscrisse a diversi corsi di formazione professionale che ne amplificarono la naturale predisposizione per tutto ciò che era inerente alla meccanica/tecnica. All'età di 18 anni, al termine di questo percorso formativo, intraprese in proprio l'attività nel settore termoidraulico con specializzazione nel settore del riscaldamento. Nello stesso anno sposava Pasquina e negli anni a seguire nacquero i tre figli, Morena, Andrea, Simona.

### Bimota
Da sempre grande appassionato di moto e frequentatore di circuiti, nel 1971 Massimo Tamburini realizzò durante il suo tempo libero la sua prima motocicletta costruendo una "special" sulla base di una MV Agusta 600 Turismo 4C 6 comprata di seconda mano, quando ancora la Bimota (di cui era uno dei soci fondatori) era un'azienda che si occupava di riscaldamento e climatizzazione.

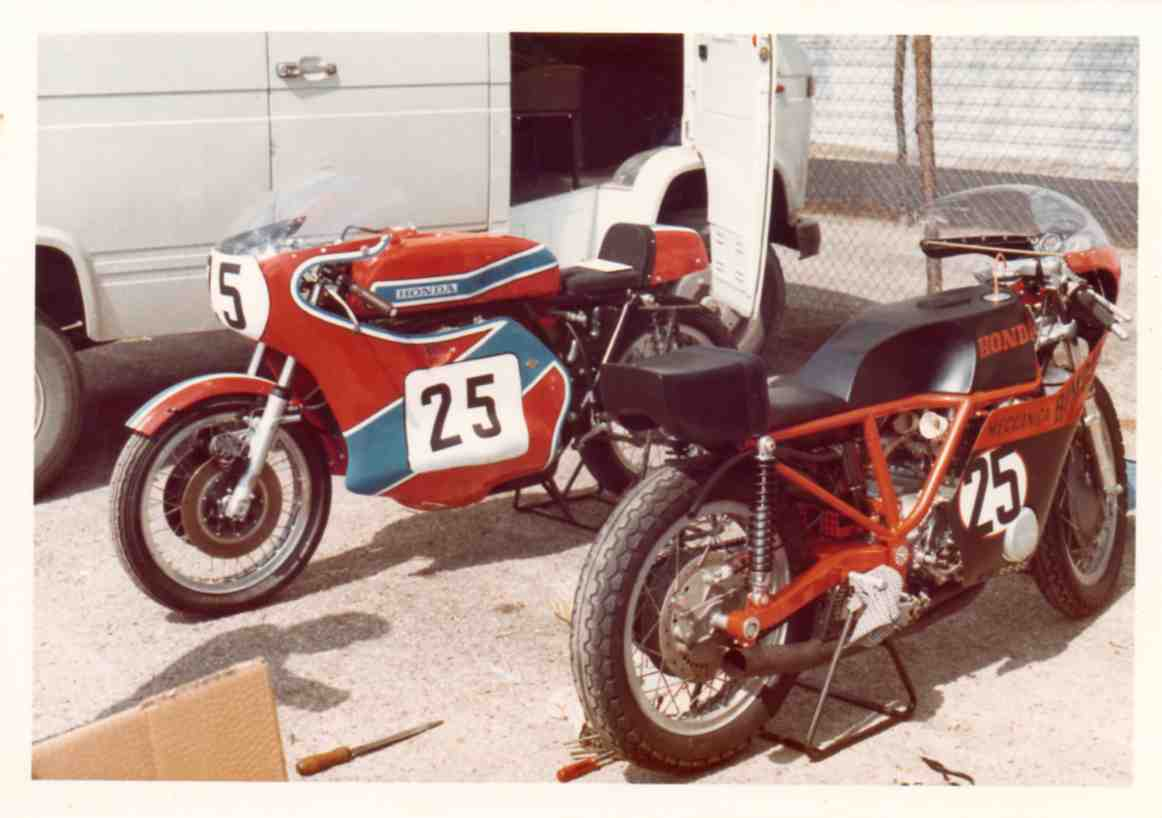
Bimota HB1

Il tecnico riminese sottopose la moto originale, una pesante moto turistica, a profondi interventi su ciclistica, meccanica ed estetica, realizzando una replica stradale delle famose moto da Gran Premio con cui Giacomo Agostini trionfava, ottenendo un netto miglioramento delle prestazioni anche rispetto alla contemporanea MV Agusta 750 Sport 4C 75 e suscitando con questa sua rielaborazione l'apprezzamento degli appassionati (tra cui anche Angelo Bergamonti, che la provò in occasione di una visita a Cascina Costa di Tamburini) e la disapprovazione del Conte Domenico Agusta, che non amava tali interventi sulle sue creature.
Tamburini cedette la sua "special" qualche tempo dopo la sua costruzione ad un conoscente di Modena e l'anno successivo ottenne ancora maggiori apprezzamenti per la sua "special" su base Honda CB 750 Four, che lo spinsero a fondare la Bimota Meccanica con il socio Morri (Bianchi, l'altro loro socio nella Bimota, decise di non partecipare a tale "ramo d'azienda") iniziando così a costruire una piccola serie di repliche della moto oramai conosciuta come Bimota HB1 e in seguito telai per moto da corsa che impiegavano motori giapponesi ed italiani, passando dopo a realizzare anche moto per uso stradale.

### Cagiva e Ducati

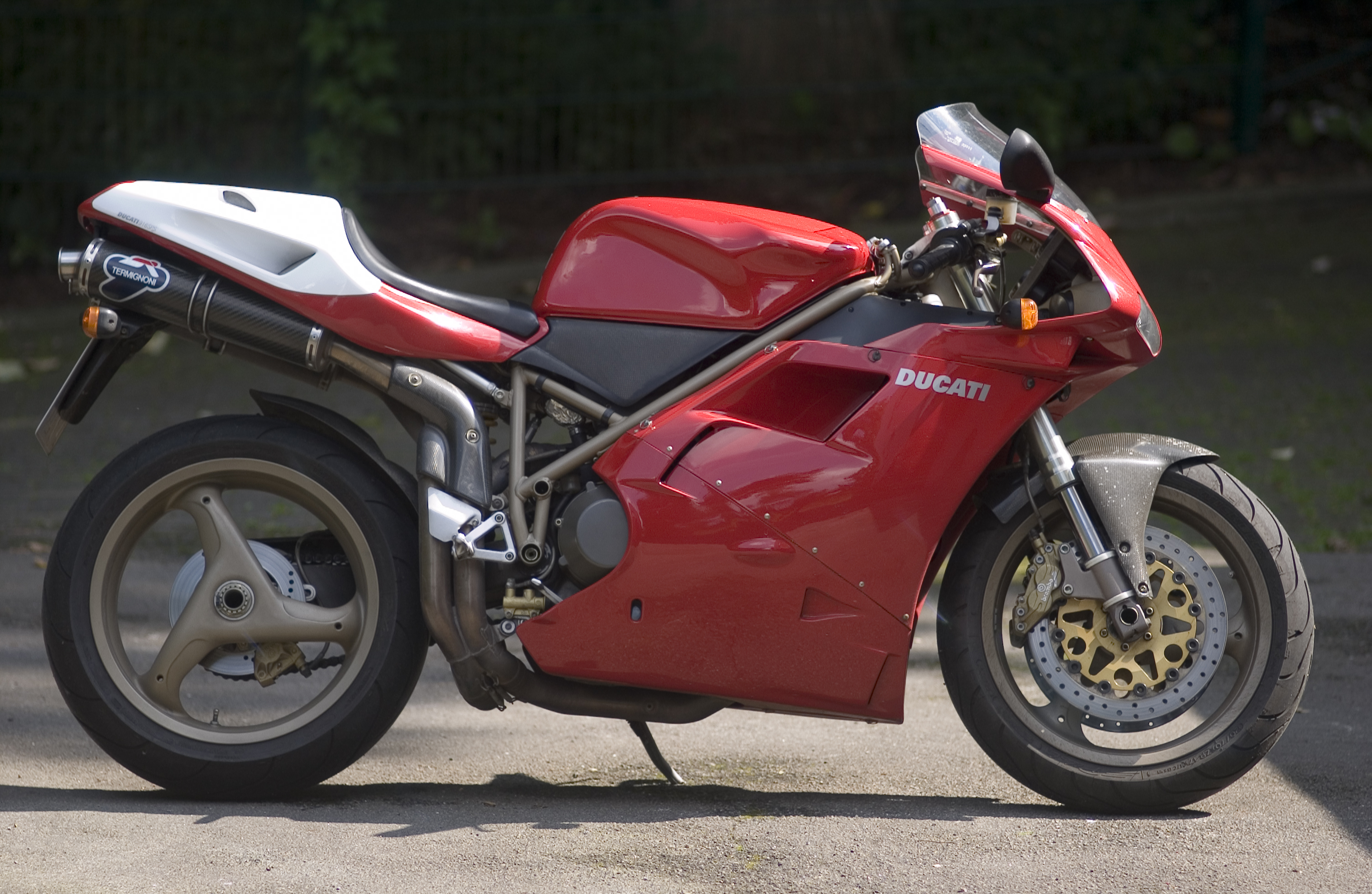
La Ducati 916 ha fatto la fortuna di Ducati e ha portato il nome di Massimo Tamburini in tutto il mondo

Dopo aver lasciato la Casa da lui fondata nel 1983, l'anno seguente diventa direttore tecnico nelle corse con il Team Gallina. Nel 1985 viene ingaggiato dai fratelli Castiglioni per lavorare alla Cagiva, realizzando subito la Paso, una moto avveniristica che rompeva col passato e che sottolineava il passaggio di Ducati alla nuova gestione del gruppo Cagiva. Successivamente disegna le parti meccaniche e/o grafiche di moto che hanno vinto diversi titoli del mondiale superbike come la Ducati 851, la Ducati 888 e le Ducati 916/996.
Si è occupato anche di cilindrate minori per Cagiva, dove ha infatti progettato la Freccia C9, Freccia C10, Freccia C12, tutte ispirate all'estestica della Ducati Paso, e poi la Mito, che nella prima serie ricordava le linee della Cagiva C589 da gara, per adottare a partire dalla seconda serie le sembianze della Ducati 916/996.

### MV Agusta

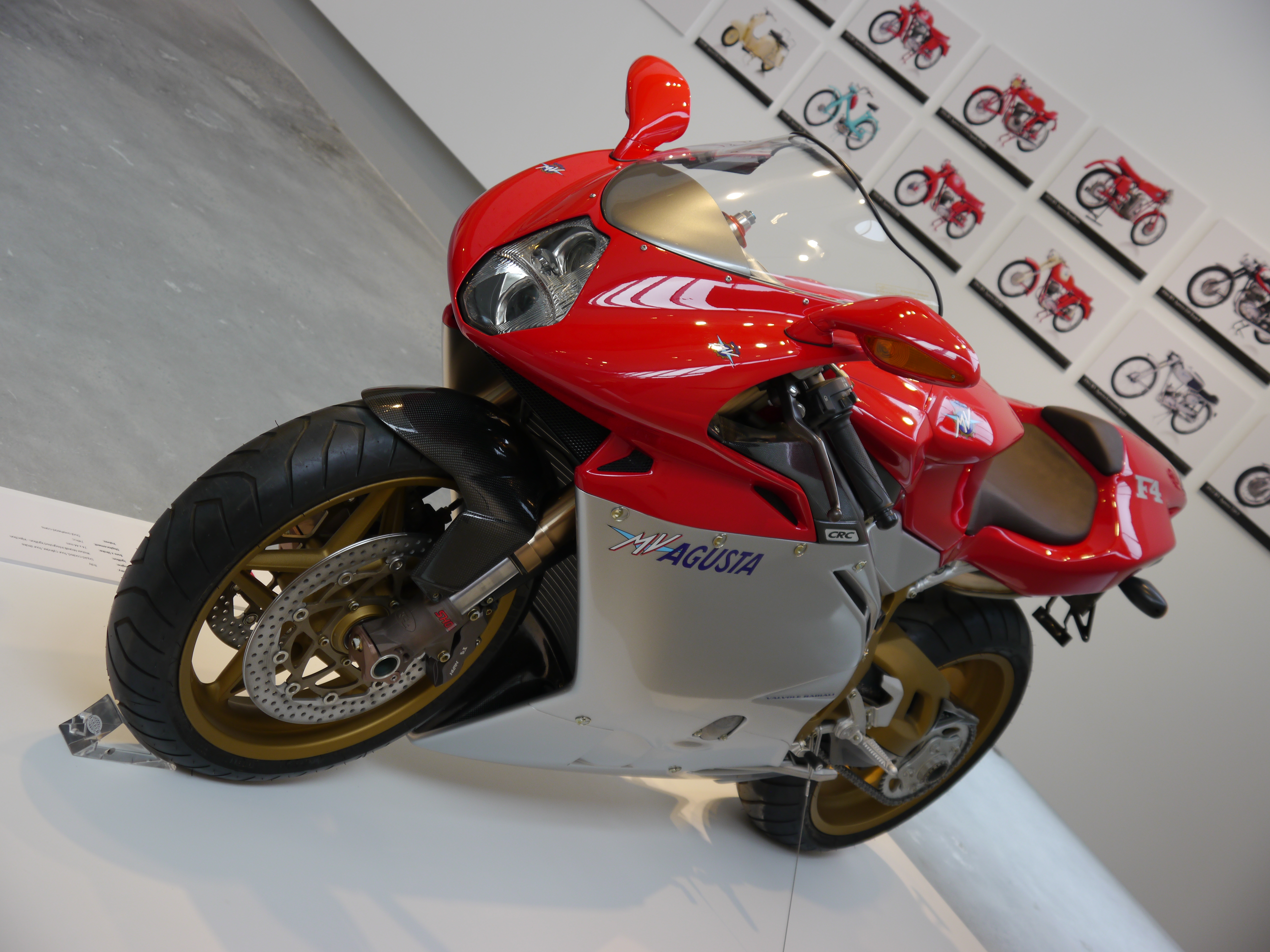
La MV Agusta F4 è considerata una delle moto più belle mai realizzate.

A metà anni '90, con la cessione di Ducati al fondo d'investimento statunitense Texas Pacific Group, Claudio Castiglioni optò per il rilancio del marchio MV Agusta. La moto che stava per nascere in quel periodo dalla matita di Tamburini, che era quasi pronta con il marchio Cagiva, fu rivista pesantemente. Si passò al telaio a traliccio e fu presentata in veste definitiva nel 1997 l'F4. Sulla base dell'F4 creò una naked, la MV Agusta Brutale.
Nel dicembre 2008, con l'acquisizione del gruppo da parte di Harley-Davidson, Tamburini comunicò di aver dato le dimissioni dal ruolo di amministratore delegato della Centro Ricerche Cagiva, lasciando così la società.

È molto probabile che il motivo principale sia da ricercarsi nella diversità di approccio ai progetti che ha sempre contraddistinto i capolavori di Massimo Tamburini. La nuova proprietà Harley-Davidson in una politica di risanamento economico aziendale e di crisi economica mondiale ha pianificato una strategia aziendale nella quale Massimo Tamburini, abituato ad un metodo di lavoro teso all'eccellenza, alla qualità assoluta e alla ricerca della perfezione sin nel più piccolo dettaglio, a volte anche a scapito delle tempistiche di realizzazione, non si è riconosciuto. Gli accordi presi con MV Agusta impediscono per contratto a Tamburini di  collaborare con altre case motociclistiche fino al 2010.
È scomparso nel 2014 all'età di 70 anni a seguito di un tumore del polmone.

## Eredità
Tamburini è celebre per l'assoluta ricercatezza (fu tra i primi a impiegare le frecce integrate negli specchietti retrovisori, oggi la regola delle supersportive) e raffinatezza del suo design, per diverse innovative soluzioni tecniche e per aver contribuito allo sviluppo dei telai in traliccio di tubi in acciaio in grado di reggere il confronto con i telai in alluminio, caratteristici delle case motociclistiche giapponesi. Questi telai sono stati adottati dalla maggior parte delle moto di grossa cilindrata italiane fino a pochi anni fa.